# Slalomvärldsmästerskapen i kanotsport 1961
Slalomvärldsmästerskapen i kanotsport 1961 anordnades i Hainsberg, Östtyskland. 

## Medaljsummering

### Medaljtabell
| Pl.    | Nation          | Guld | Silver | Brons | Totalt |
| ------ | --------------- | ---- | ------ | ----- | ------ |
| 1      | Östtyskland     | 5    | 4      | 3     | 12     |
| 2      | Tjeckoslovakien | 3    | 4      | 2     | 9      |
| 3      | Schweiz         | 0    | 0      | 2     | 2      |
| 4      | Polen           | 0    | 0      | 1     | 1      |
| Totalt | Totalt          | 8    | 8      | 8     | 24     |

### Herrar
| Gren         | Guld | Poäng | Silver | Poäng | Brons                                                                                              | Poäng |
| C-1          | Manfred Schubert (GDR)                                                                                           | 481,4 | Bohuslav Pospíchal (TCH)                                                                                      | 486,4 | Ingo Kirsch (GDR)                                                                                  | 487,1 |
| C-1 lag      | Tjeckoslovakien Tibor Sýkora Jaroslav Pollert Bohuslav Pospíchal                                                 | 708,4 | Östtyskland Karl-Heinz Wozniak Gert Kleinert Manfred Schubert                                                 | 735,3 | Schweiz Michel Weber Jean-Claude Tochon Heinz Grobat                                               | 865,3 |
| C-2          | Östtyskland Günther Merkel Manfred Merkel                                                                        | 408,0 | Tjeckoslovakien Miroslav Stach Zdeněk Valenta                                                                 | 413,9 | Östtyskland Dieter Friedrich Horst Kleinert                                                        | 442,9 |
| C-2 lag      | Östtyskland Gernot Bergmann & Horst Rosenhagen Dieter Friedrich & Horst Kleinert Günther Merkel & Manfred Merkel | 546,2 | Tjeckoslovakien Zdeněk Baumruk & Josef Polák Josef Hendrych & Vladimír Lánský Miroslav Stach & Zdeněk Valenta | 678,3 | Schweiz Charles Dussuet & Jean-Paul Rössinger Jean Meichtry & Suchet Jean Pessina & Robert Zürcher | 859,4 |
| Falt K-1     | Eberhard Gläser (GDR)                                                                                            | 351,5 | Roland Hahnebach (GDR)                                                                                        | 367,7 | Jiří Černý (TCH)                                                                                   | 369,9 |
| Falt K-1 lag | Östtyskland Horst Wängler Eberhard Gläser Roland Hahnebach                                                       | 411,0 | Tjeckoslovakien Jaroslav Vyhlíd Jiří Černý Zdeněk Košťál                                                      | 526,8 | Polen Eugeniusz Kapłaniak Jan Niemiec Władysław Piecyk                                             | 620,7 |

### Mixed
| Gren | Guld                                            | Poäng | Silver                                 | Poäng | Brons                                        | Poäng |
| C-2  | Tjeckoslovakien Vratislava Nováková Karel Novák | 527,0 | Östtyskland Edith Nickel Willi Landers | 541,3 | Tjeckoslovakien Jarmila Pacherová Václav Nič | 551,5 |

### Damer
| Gren     | Guld                   | Poäng | Silver                | Poäng | Brons              | Poäng |
| Falt K-1 | Ludmila Veberová (TCH) | 511,4 | Anneliese Bauer (GDR) | 574,0 | Ute Strompel (GDR) | 617,4 |